# Oraesia wintgensi
Oraesia wintgensi là một loài bướm đêm trong họ Noctuidae.